# Curva del diavolo

Curva del diavolo per e.

Curve del diavolo per diversi valori di, da 0 a 1 (con il colore della curva che va dal blu al rosso), e.

In geometria, la curva del diavolo, nota anche come il diavolo su due bastoni, è una curva definita nel piano cartesiano da un'equazione della forma
{\displaystyle y^{2}(y^{2}-b^{2})=x^{2}(x^{2}-a^{2}).}
L'equazione polare di questa curva è della forma
{\displaystyle r={\sqrt {\frac {b^{2}\sin ^{2}\theta -a^{2}\cos ^{2}\theta }{\sin ^{2}\theta -\cos ^{2}\theta }}}={\sqrt {\frac {b^{2}-a^{2}\cot ^{2}\theta }{1-\cot ^{2}\theta }}}.}
Le curve del diavolo furono scoperte nel 1750 da Gabriel Cramer, che le studiò ampiamente.
Il nome deriva dalla forma che assume la lemniscata centrale quando viene rappresentata graficamente. La forma prende il nome dal gioco di giocoleria diabolo, che a sua volta prende il nome dal diavolo e che prevede due bacchette, una corda e un oggetto rotante a forma di lemniscata.
Per {\displaystyle |b|>|a|}, la lemniscata centrale, spesso chiamata clessidra, è orizzontale. Per {\displaystyle |b|<|a|} è verticale. Nel caso particolare in cui {\displaystyle |b|=|a|}, la forma diventa un cerchio. La clessidra verticale interseca l'asse {\displaystyle y} in {\displaystyle b,-b,0}. Analogamente, la clessidra orizzontale interseca l'asse {\displaystyle x} in {\displaystyle a,-a,0}.

## Curva del motore elettrico
Un caso speciale della curva del diavolo si verifica quando {\displaystyle {\frac {a^{2}}{b^{2}}}={\frac {25}{24}}}, dove la curva è chiamata curva del motore elettrico. Pertanto, essa è definita da un'equazione della forma
{\displaystyle y^{2}(y^{2}-96)=x^{2}(x^{2}-100).}
Il nome di questo caso speciale deriva dalla somiglianza che la forma centrale ha con le bobine di filo nel rocchetto di un motore elettrico, la quali ruotano grazie alle forze esercitate dai magneti che le circondano.